# 기누타테이와 신호장
기누타테이와 신호장(일본어: 鬼怒立岩信号場)은 일본 도치기현 닛코시에 있는 도부 철도 기누가와 선의 신호장이다. 도부 월드 스퀘어 역과 기누가와온센 역 사이, 도부 월드 스퀘어 역에서 1.0 km, 기누가와온센 역에서 0.8 km 지점에 있다.
본 신호장에서 시모이마이치 방향은 단선, 기누가와온센 방향은 복선이 된다. 과거에는 여객이 출입 가능한 역이었으나, 1964년에 폐지되어 신호장으로 격하되었다.

## 역사
- 1917년 11월 1일: 오하라역으로 영업 개시.
- 1922년 3월 19일: 시모하라역으로 역명 변경.
- 1933년 1월 1일: 기누타테이와역으로 역명 변경.
- 1964년 10월 8일: 기누타테이와 역 폐지, 신호장으로 변경.

## 역 주변
- 닛코 시립 후지와라 중학교
- 국도 제121호선

## 인접역
| 도부 철도 기누가와 선                    | 도부 철도 기누가와 선 | 도부 철도 기누가와 선              |
| ---------------------------------------- | --------------------- | ---------------------------------- |
| TN 55 도부 월드 스퀘어 시모이마이치 방면 |                       | 기누가와온센 TN 56 신후지와라 방면 |